# John Randolph Lucas
John Randolph Lucas (* 18. Juni 1929; † 5. April 2020 in Somerset) war ein britischer Philosoph. Er war bekannt für seine Rezeption des gödelschen Unvollständigkeitssatzes in der Arbeit On Minds, Machines and Gödel (etwa Von Bewusstsein, Maschinen und Gödel).

## Leben und Wirken
John Lucas wurde zwischen 1942 und 1947 am Winchester College ausgebildet. Er wechselte ans Balliol College der University of Oxford, wo er zuerst Mathematik und später Frühgeschichte und Philosophie studierte. Seinen Bachelor absolvierte er 1951 mit Auszeichnung, seinen Master 1954 in Oxford.
Er war Forschungsassistent und Tutor am Merton College und am Corpus Christi College zwischen 1953 und 1956. Ab 1960 bis zu seiner Pensionierung war er Fellow und Tutor am Merton College, Oxford. Dort gründete er die Oxford Consumer Group und war bis 1963 Vorsitzender. Zu seinen Vorlesungen zählen die Gifford Lectures an der University of Edinburgh 1971–1973, die Margaret Harris lecture an der University of Dundee (1981) sowie die Harry Jelema lecture am Calvin College in Grand Rapids, Michigan (1987).
1988 wurde er zum Fellow der British Academy gewählt. Zwischen 1990 und 1996 lehrte er Philosophie in Oxford. Zwischen 1991 und 1993 saß er der Britischen Gesellschaft für Wissenschaftsphilosophie vor.
John Lucas ist der Vater des Journalisten Edward Lucas.

## Schriften
- On Minds, Machines and Gödel (1961)
- Principles of Politics (als Verleger) (1966)
- The Concept of Probability (1970)
- The Freedom of the Will (1970)
- The Nature of Mind, mit A. J. P Kenny, H. C. Longuet-Higgins und C. H. Waddington (1972)
- The Development of Mind, mit A. J. P. Kenny, H. C. Longuet-Higgins und C. H. Waddington (1973)
- A Treatise on Time and Space (1973)
- Essays on Freedom and Grace (1976)
- Democracy and Participation (1976)
- Butler’s Philosophy of Religion Vindicated (1978)
- On Justice (1980)
- Space, Time and Causality, mit P. E. Hodgson (1985)
- The Future (1989)
- Spacetime and Electromagnetism, mit P. E. Hodgson (1990)
- Responsibility (1993)
- Ethical Economics, mit M. R. Griffiths (1997)
- The Conceptual Roots of Mathematics (2000)
- An Engagement with Plato’s Republic, mit B. G. Mitchell (2003)